# Мёллер, Эберхард Вольфганг
Эберхард Вольфганг Мёллер (6 января 1906, Берлин — 1 января 1972, Битигхайм) — немецкий писатель и драматург. Он был одним из самых известных авторов нацистской эпохи и консультантом театрального отдела в имперском министерстве народного просвещения и пропаганды.

## Жизнь до 1933 года
Родившийся в семье скульптора, Мёллер изучал философию, историю, а также литературу, театр и музыку в Берлине . Свою первую пьесу он написал в 17 лет. С самого начала своей литературной деятельности он обращался к новому классику Паулю Эрнсту, с которым познакомился еще ребенком в доме своих родителей. В своих произведениях Мёллер умело сочетал идеи буржуазного высокого искусства и духовно поддерживаемого национального сообщества с средствами современного авангарда 1920-х годов и дидактических произведений Бертольта Брехта. Тематически он любил использовать «историческую одежду» современных проблем.
Мёллер добился своего первого крупного театрального успеха в 1929 году с поздней экспрессионистской драмой времен Второй мировой войны «Дуомон» или «Возвращение солдата Одиссея» . В спектакле он использовал самые современные театральные средства: в последнем акте главный актер разрывает экран кинотеатра, на котором показывают военный фильм, и вместо этого предлагает свое тело в качестве проекционной поверхности для батальных сцен. В «Панамском скандале» (1930) Мёллер осудил Веймарскую республику, описав «еврейскую систему» коррупции и злоупотребления политической властью и подчеркнул необходимость национального обновления.
Член СА с 1930 года, Мёллер вступил в НСДАП 1 марта 1932 года (членский номер 1 010 402).

## Карьера при национал-социализме
Как бы Мёллер ни восторгался «идеалистическим духом» своих работ, он был столь же прагматичен в планировании своей карьеры. По словам литературоведа Стефана Буша, наиболее яркими чертами характера Мёллера были тщеславие и амбиции: «Если бы политическое большинство сложилось иначе, он, вероятно, был бы доступен левому правительству, которое почтило бы его заслуги».
Мёллер стал одним из самых выдающихся молодых авторов-национал-социалистов и работал деятелем культуры. В 1933 году он стал главным драматургом Кенигсбергского театра, с 1934 года консультантом театра в Министерстве пропаганды, в 1935 году рейхссенатором по культуре и членом рейхсюгендового руководства гитлерюгенда. С «Ротшильдом, побеждающим при Ватерлоо», Мёллер в 1934 году написал антиеврейскую комедию, которая ловко избежала любой открытой антисемитской пропаганды и стала его величайшим успехом на сцене. В 1936 году по поручению Геббельса он написал пьесу «Франкенбургская игра в кости», премьера которой состоялась в сопутствующей программе Олимпийских игр и была основана на одноименном событии из Верхнеавстрийской Крестьянской войны. Спектакль был поставлен на недавно построенной сцене Дитриха Эккарта на олимпийской площадке и стал ярким событием и «образцом» недолговечного нацистского движения Тингшпиль. Геббельс также использовал его для двух антисемитских художественных фильмов: его пьеса о Ротшильдах была одной из моделей для фильма Эриха Вашнека «Ротшильды» (1940). Мёллер также был основным автором сценария провокационного фильма Фейта Харлана «Jud Süß» (1940). В интервью в сентябре 1939 года Мёллер заявил, что фильм был призван показать, «что еврей — совершенно другой человек, чем мы, и что у него совершенно отсутствует моральный контроль над своими действиями, который есть у нас врожденно».
Ему была присуждена Национальная социалистическая немецкая книжная премия (также называемая премией Стефана Георга) за 1934/1935 годы. Его подарил Йозеф Геббельс, который восхвалял Мёллера как «истинного лингвистического гения». В 1938 году Мёллер также получил государственную премию по литературе.

## Перерыв в карьере
В 1938 году драма Мёллера «Падение Карфагена» была снята с программы по настоянию главного идеолога НСДАП Альфреда Розенберга, поскольку она была воспринята некоторыми членами партии как оскорбление. На Рождество 1938 года Мёллер написал книгу «Фюрер» от имени рейхсюгенд-лидера Бальдура фон Шираха, в которой сравнил Адольфа Гитлера с Мартином Лютером и приписал ему богоподобные способности. Книга, тираж которой уже был разослан в количестве полумиллиона экземпляров, встретила сопротивление внутри НСДАП из-за своего «раннехристианского» тона и «китчификации великой борьбы» и была изъята из распространения . Мёллер оказался пешкой в культурно-политической битве между Розенбергом и Геббельсом/Ширахом.
Мёллер избежал давления, выйдя добровольцем в качестве военного корреспондента танковой дивизии СС «Викинг» зимой 1939/40 года, и с тех пор стилизовал себя под аполитичного «чистого художника», который, как эстет, стоял высоко над повседневной жизнью. нацистского государства. Хотя внутрипартийные нападки на него не утихли, он смог беспрепятственно продолжать публиковаться в журнале СС « Das Schwarzen Korps» и в журнале «Hitlerjugend Wille und Macht». Там в июне 1941 года было опубликовано его стихотворение «Мертвые», в котором он описал павшего солдата:
«У меня земля на губах.

У меня во рту большой камень.

Нежная родинка входит в мои ребра

и является моим другом. Я больше не одинок».
На этот раз его обвинили в «эстетизации надругательства над трупом» и «издевательстве над павшим солдатом». [9] Его книгу «Маска войны» (1941) также раскритиковали как безвкусную. Мёллер, ныне обершарфюрер СС , прошел «фронтовой испытательный срок» в Waffen-SS . Однако его книги продолжали беспрепятственно распространяться.

## Послевоенный период
После окончания войны Мёллер был автоматически интернирован как член «преступной организации». Процесс денацификации против него завершился отнесением его к 5-й группе «реабилитированных». Уволен в 1948 году, Мёллер продолжил свою литературную деятельность; он не считал необходимым изучать свое творчество после 1933 года. Обращение, которое он воспринимал как неприятие со стороны части нацистского культурного аппарата, теперь давало ему возможность определить свою роль в нацистском государстве как чистое артистизм и, таким образом, создать психологическую основу для художественного существования в послевоенный период — по крайней мере, для него самого. . Мёллер не изменился идеологически: для него «демократия» оставалась «питательной средой для всякого рода лживости, недисциплинированности и бесформенности. Настоящая культура аристократична». С 1955 года он также снова принял участие в собрании поэтов Липпольдсберга, основанном Гансом Гриммом в 1934 году .
Поскольку после 1945 года его пьесы уже нельзя было ставить, Мёллер впервые появился на публике с тремя, на первый взгляд, безобидными историческими романами: «Женщины Рагузы» (1952), в которых был создан идеальный образ аристократической республики, "Хозяйка г-на Божу (1954 г.) и переработанное новое издание книги « Замок в Венгрии» (1953 г.), которая уже была опубликована в 1935 г., из которой были удалены худшие антисемитские высказывания из первого издания. В 1963 году был опубликован роман «Чикаго», в котором описание еврейской семьи спекулянтов Лейтер смешано с критикой капитализма на примере фондовой биржи и скотобоен. Для него эта книга стала самой важной работой за последние годы. Отсутствие реакции общественности он интерпретировал как свидетельство «культурно-политического заговора».
В результате Мёллер, похоже, отказался от какой-либо адаптации к культурной жизни Федеративной Республики. С середины 1960-х годов его литературные тексты стали откровенно неонацистскими и, по словам Стефана Буша, играли с «конструкциями вымышленной идентичности с явными чертами паранойи». Роман «Доппелькопф», который Мёллер опубликовал в 1966 году под псевдонимом Анатоль Текстор, повествует о сестрах-близняшках в Нидерландах во время немецкой оккупации. При переоценке реальности в некоторых сценах преследуются немцы, появляется сеющий террор спецподразделение голландской полиции в кожаных плащах, напоминающих о гестапо, и о герое Мёллера, а альтер-эго мутирует в трагически терпящего неудачу бойца сопротивления. В 1971 году, в последний год жизни Мёллера, были опубликованы книга о его пребывании в качестве офицера СС («Русский дневник») и сборник стихов «Frozzel Breviary».
Его смерть в канун Нового 1972 года упоминалась лишь в правоэкстремистских изданиях.
Эберхард Вольфганг Мёллер — отец журналиста Иоганна Михаэля Мёллера.

## Избранные произведения
- Bauern. Ein siebenbürgisch Schauspiel in 3 Aufzügen (1925)
- Kalifornische Tragödie in 10 Bildern (1929)
- Douaumont oder Die Heimkehr des Soldaten Odysseus. Sieben Scenen (1929)
- Panamaskandal. Schauspiel in acht Szenen (1930)
- Rothschild siegt bei Waterloo. Ein Schauspiel, Theaterverl. Albert Langen/Georg Müller, Berlin 1934
- Die Höllische Reise (1934)
- Die erste Ernte. Gedichte (1934)
- Berufung der Zeit. Kantaten und Chöre (1935)
- Volk und König oder Die verschwundene und wiedergefundene Majestät (1935)
- Das Schloß in Ungarn. Verlag Zeitgeschichte, Berlin 1935, veränderte Neuauflage 1953 im Pilgram Verlag Salzburg
- Die Briefe der Gefallenen. Ein festliches Vortrags-Spiel vom Krieg (1935)
- Das Frankenburger Würfelspiel (1936)
- Der Sturz des Ministers. Schauspiel (1937)
- Der Admiral. Drei Novellen, Langen/Müller, München 1937
- Der Untergang Karthagos. Ein Drama in drei Akten (1938)
- Rede in Lauchstädt anläßlich der ersten Gaukulturwoche des Gaues Halle-Merseburg bei der Kundgebung der Reichstheaterkammer, gehalten im Goethetheater zu Lauchstädt am 2. März 1938. Landeshauptmann d. Prov. Sachsen, 1938
- Der Führer. Das Weihnachtsbuch der deutschen Jugend. Hrsg. Baldur von Schirach, Eher-Verlag, München 1938
- Der Reiterzug. Schicksalsminuten der deutschen Geschichte. Verl. Die Heimbücherei, Berlin 1939
- Die Maske des Krieges (1941)
- Das Opfer. Spiel in drei Akten (1941)
- Das brüderliche Jahr. Gedichte (1941)
- Die Frauen von Ragusa (1952)
- Die Geliebte des Herrn Beaujou. Roman, Pilgram Verlag, Salzburg 1954
- Chicago oder Der Mann, der auf das Brot trat. Holsten Verlag, 1963
- Doppelkopf. Die Aufzeichnungen der Henriette Jakobs . Roman, unter dem Pseudonym Anatol Textor, Hohenstaufen-Verlag, Bodman 1966
- Die Söhne des Mars. Zwölf Novellen. Munin-Verlag, Osnabrück 1970
- Russisches Tagebuch. Aufzeichnungen vom Südabschnitt der Ostfront 1941 bis 1943. Munin, Osnabrück 1971
- Frozzel-Brevier: Satiren. Arndt Verlag, Vaterstetten 1971
- Die feindlichen Schwestern. Die Aufzeichnungen der Henriette Jakobs. Roman. Neuauflage von Doppelkopf. Verlagsgesellschaft Berg-Hohenstaufen-Verlag, Berg/Starnberger See; Bodman, 1983